# Pitó (sàtrapa de Mèdia)
Pitó (en llatí Pithon, apareix en grec com Πίθων, Πείθων, i Πύθων), fill de Cratees o Crateues, fou un oficial macedoni nadiu d'Eòrdia, al servei d'Alexandre el Gran. Exercia un dels llocs principals de comandament, ja que era un dels set oficial anomenats Somatophylakes, guàrdies personals del rei. De la manera com havia arribat a aquesta alta posició no hi ha cap notícia. Algunes de les campanyes on s'esmenta el nom de Pitó podrien ser cosa d'aquest general o de Pitó, que va ser sàtrapa de l'Índia.
Va atendre al rei a la seva darrer malaltia i va participar activament als esdeveniments que van seguir (323 aC). Va ser ell qui va proposar que Perdicas d'Orèstia i Lleonat fossin nomenats regents del fill pòstum d'Alexandre i Roxana i va dirigir la cavalleria en les disputes entre aquest cos i la infanteria. Perdicas el va recompensar i en la divisió de províncies li va donar la Mèdia, una de les més importants. Després li va donar el comandament de les tropes macedònies destinades a combatre els mercenaris grecs revoltats a les satrapies superiors que havien abandonat el servei i s'havien dirigit cap a la costa d'Àsia Menor. Va derrotar els rebels i va donar el perdó als que van sobreviure, segurament per atreure la seva fidelitat de manera personal, però Perdicas va ordenar l'execució de tots els mercenaris.
Probablement aquest fet va refredar les relacions de Pitó i Perdicas, però tot i així el va acompanyar en la seva expedició a Egipte (321 aC); quan l'exèrcit de Perdicas es va amotinar, Pitó es va posar al seu front; al morir Perdicas, i per consell de Ptolemeu, es va confiar la regència a Pitó i Arrideu conjuntament, però les seves diferències i les intrigues d'Eurídice III de Macedònia els van obligar a renunciar abans fins i tot de l'arribada d'Antípater.
A la distribució de províncies que va seguir Pitó va conservar Mèdia amb un comandament militar ampliat a algunes satrapies veïnes. Aviat va decidir desposseir a Filip de la satrapia de Pàrtia i el va expulsar després d'una batalla (318 aC). El seu germà Eudem va ser nomenat sàtrapa, però es va formar una coalició de generals de la regió que van unir les seves forces contra Pitó i el van expulsar de Mèdia després d'una dura i sagnant batalla.
Pitó es va refugiar a Babilònia amb Seleuc (futur Seleuc I Nicàtor) i junts es van preparar per a la guerra, quan es van acostar Èumenes de Càrdia i Antígon el Borni amb els seus respectius exèrcits; els sàtrapes aliats van reconèixer la superioritat d'Antígon, però Seleuc i Pitó no van reconèixer a Èumenes, van rebutjar les seves propostes i encara van provar de revoltar a les seves tropes; van fracassar i Èumenes va poder creuar el Tigris i sotmetre als sàtrapes de les satrapies superiors. Llavors Seleuc i Pitó van demanar ajut a Antígon, que es va presentar a Babilònia i va unir les seves forces a les de Seleuc i Pitó (317 aC).
Durant la campanya que va seguir, Seleuc i Pitó van fer importants serveis per Antígon i contra Èumenes. Va exercir diversos comandaments i va prendre part a diverses batalles. També va destacar en el reclutament de tropes i en reunir subministraments, especialment a la Mèdia.
Derrotat Èumenes (316 aC), Pitó va planejar altre cop el seu engrandiment personal, i alguns rumors van arribar a Antígon que en va començar a sospitar. Antígon el va cridar al seu quarter d'Ecbàtana amb l'excusa de consultar-li sobre la futura guerra i Pitó hi va anar confiat. Només arribar, el va arrestar, va ser portat a judici davant un consell d'amics d'Antígon i executat immediatament (316 aC).